# ムーラン・ルージュ
ムーラン・ルージュ（Moulin Rouge、フランス語発音: [mulɛ̃ ʁuʒ]）は1889年に誕生したフランスのパリ市内、モンマルトルにあるキャバレーである。フランス語で「赤い風車」という意味。建屋には屋根の上に風車を作り全体を赤で統一している。

## 概要
歌やダンス、フレンチカンカン、大道芸を組み合わせたショーで有名。また、画家のロートレックがここに通いつめ、踊り子たちをモデルに数々のポスターを描いたことでも有名である。
第一次世界大戦や第二次世界大戦下でも営業を続け、第二次世界大戦中にパリがドイツ軍の占領下に置かれた際も、多くのドイツ軍将兵でにぎわった。ここで活躍した著名なミュージシャンとしてはエルビス・プレスリー、フランク・シナトラなど多数いる。
現在もパリを代表する観光スポットの1つとして人気がある。1日に2回のショーがあり、19時（ディナー付）、21時（19時の回のディナーが終わったころに入場し、19時からいる人と一緒にショーを楽しむ。ドリンク付）、23時（ドリンク付）が開演時間。約840名が収容できる。
シンボルである赤い風車は、2024年4月25日に羽根が車軸ごと落下、消失したが、同年7月4日に同月開幕するパリオリンピックに合わせて修復された。

## 動物虐待
ショーの演目の一つに「蛇の水中ショー」があり、動物虐待であるとの批判を動物愛護団体から受けている。
このショーは水で満たされた水槽の中でダンサーがニシキヘビと戯れるというもの。
ムーラン・ルージュは仏紙パリジャンに対し「水生のニシキヘビを使用している」と主張しているが、爬虫類を扱うペット専門店によるショーの動画をチェックした結果、水生ではないアミメニシキヘビとインドニシキヘビであると指摘されている。

## 映画
ムーラン・ルージュをタイトルとする映画は1928年より計6本作られている。
- ムーラン・ルージュ - 2001年に製作されたムーラン・ルージュを舞台にした映画
- 赤い風車（原題：Moulin Rouge） - ロートレックの生涯をもとにした1952年の映画
- フレンチ・カンカン - ムーラン・ルージュ誕生までを虚実取り混ぜて描いた1954年の映画

## アクセス
- パリメトロ2号線 ブランシュ駅下車、徒歩1分

## 脚註
1. ↑  "FORVO"での発音例
2. ↑  “パリ名所ムーラン・ルージュで風車の羽根落下　閉店後、けが人なし”.   産経新聞 (2024年4月25日). 2024年4月26日閲覧。
3. ↑  “パリ名所「ムーラン・ルージュ」 赤い風車の羽根復活 五輪を前に”.   AFPBB News (2024年7月6日). 2024年8月6日閲覧。
4. ↑  ヘビの水中ショーは虐待 動物愛護団体、パリ老舗キャバレーに抗議　写真3枚　国際ニュース：AFPBB News